# ポール・スチュワート (レーサー)
ポール・スチュワート（英: Paul Stewart、1965年10月29日 - ）は、スコットランド・ダンバートン出身の元レーシングドライバーであり、レーシングチームのオーナー。
父はF1世界チャンピオンのジャッキー・スチュワート。

## 経歴
1988年、フォーミュラ・フォード2000に参戦しレースデビュー。父・ジャッキーの支援も大きく、彼のレース活動のためにR.J.レイノルズ・タバコ・カンパニーからキャメルブランドでのタイトルスポンサー契約を取り付け、ポール・スチュワート・レーシング（PSR）を創設。活動資金の心配は不要だった。ジャッキーはピット内に帯同してアドバイスも送った。スチュワートの以後のフォーミュラレース参戦は引退までPSRでの参戦となる。

### フォーミュラ3

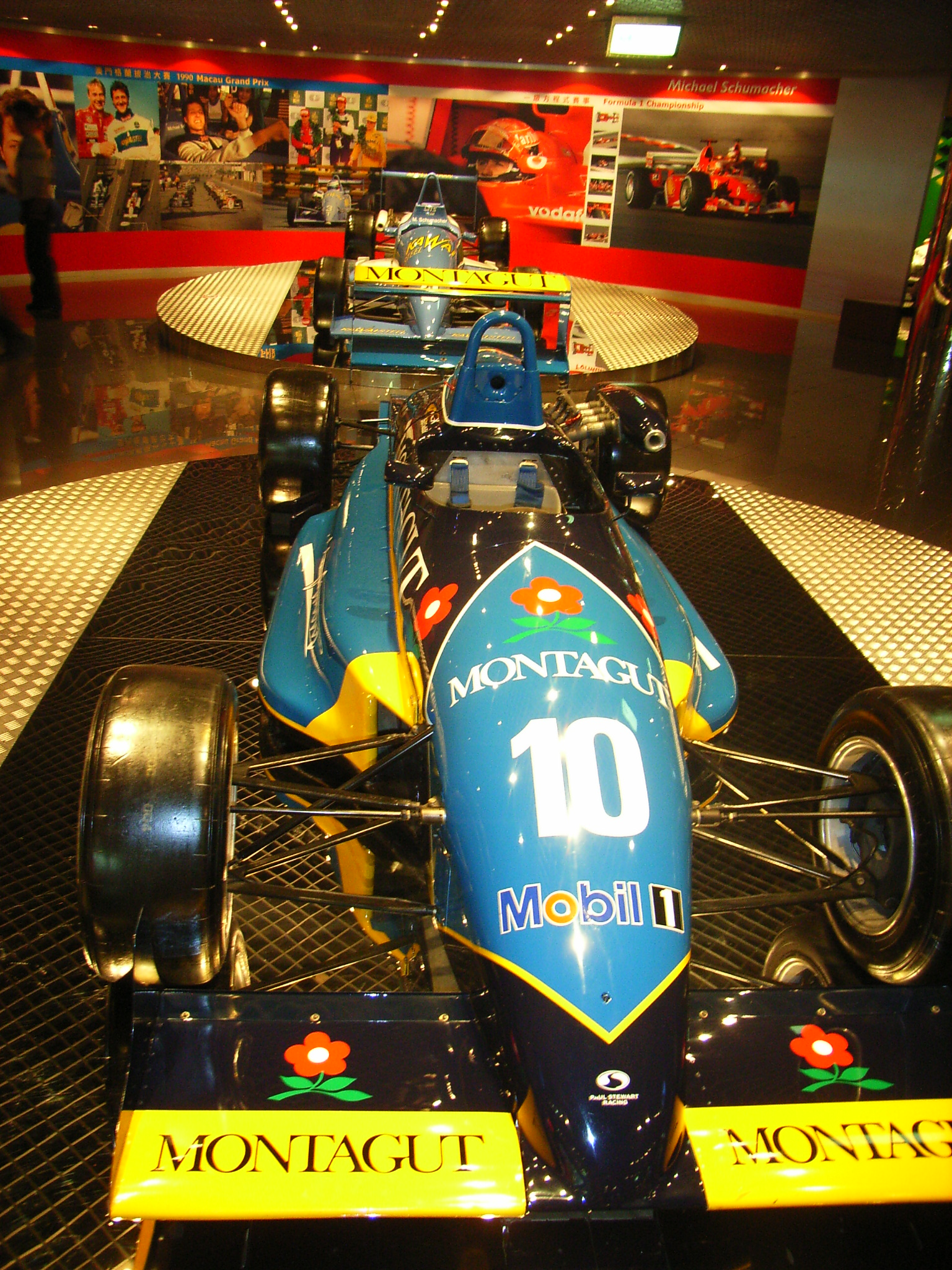
PSRが1991年マカオGPを制覇した時のラルトRT35、デビッド・クルサード車。

1989年よりイギリス・フォーミュラ3選手権にステップアップ。チームメイトはオットー・レンシングであった。シーズンに入ると、デビッド・ブラバム、アラン・マクニッシュ、ミカ・ハッキネン、リカルド・リデル、ミカ・サロなど上位陣の壁が厚く、スチュワートは着実に完走を続けるが第9戦までポイント獲得は出来なかった。しかし第10戦スネッタートンで初入賞・初表彰台をF3初優勝というかたちで記録、父を喜ばせた。最終ランキングはレンシング9位、スチュワート10位で終了した。各国F3の上位が集まるマカオグランプリF3ではレンシングがポールポジションを獲得し、チームのポテンシャルを示した。
1990年もイギリスF3に参戦し、シーズン中盤からコンスタントにポイントを獲得。3位表彰台を二度獲得しランキング7位となる。PSRはスチュワートの近い将来のため、同年より先行して国際F3000選手権にも参戦を開始し、アンドレア・キエーサが2度2位を獲得した。F3を目指す若いドライバーのカテゴリーであるGMロータス・ユーロシリーズにもチームを組織し、デビッド・クルサードとジル・ド・フェランを採用。ジャッキー・スチュワートとポール、そしてPSRはイギリスでのチーム基盤を拡大していった。
1991年よりスチュワート自身の参戦カテゴリーも国際F3000選手権となったが、チームが継続して参戦するイギリスF3ではドライバーにクルサードをステップアップさせ、アンドレ・リベイロとコンビを組ませた。PSRはクルサードと共に同年11月のマカオグランプリF3を制覇し、F3でのトップチームとなった。また、前年からイギリスに渡りヨーロッパでの武者修行としてGMロータス・ユーロシリーズに参戦する中野信治がこの年PSRから出走（マネージメントは中嶋企画による）、1年間クルサードと中野は同じフラットで生活するルームメイトでもあった。
クルサードがF3000へとステップアップすると、次は1992年よりド・フェランをF3にステップアップさせて参戦。ド・フェランは同年7勝を挙げてイギリスF3選手権を制覇し、順調にドライバー育成の成果を出す。

### フォーミュラ3000
スチュワートは1991年からはPSRとともに国際F3000選手権にステップアップ。1991年にマルコ・アピチェラ、1992年にF3からステップアップしたクルサード、1993年に同じくド・フェランが同チームから国際F3000に参戦。彼のチームメイトになった。特にド・フェランは1993年、チームにF3000初勝利をもたらした。同年を最後にスチュワートは自らのドライバーとしてのキャリアを引退し、チームマネージャーとしての役割に専念することになった。
28歳での現役引退について、「私は21歳でレースに出始めて、やはり父が偉大なので、結果が悪ければいろいろと言われるターゲットになるのは分かっていた。でもドライビングで成功したいという野心は常に持っていた。F1ドライバーになると望めば私の環境から言ってそれはそれほど難しいことではなかったと思う。28歳になって、私は現実的に考えました。子供のころから、父の周囲のドライバーはみんなレースに殺されていて、そのことをよく覚えています。レースをするために私は恵まれた非常に珍しいような環境を持っていた。ロン・デニス、フランク・ウィリアムズ、トム・ウォーキンショー、エディ・ジョーダンといったF1のボスたちは、みんな小さい時からの知り合いです。マカオF3ではミハエル・シューマッハやハッキネンと戦って予選3位になったこともあったが、ドライバーとしてF1チームのマネージャーたちに私もここにいるぞ！と言えるほどの成功は得られていないと認識できていた。そしてポール・スチュワート・レーシングという完璧なプラットフォームは既にそこにある。チームマネージャーとしての準備はできていて、ドライバーをやめるという決断は難しいことではなかったです。」と語る。

### チームマネージャー

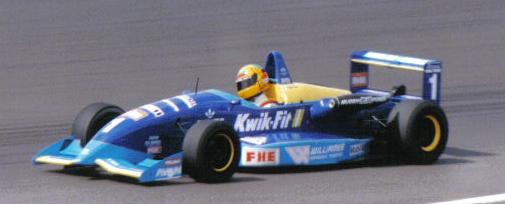
イギリスF3に参戦したPSRのダラーラ・F395。ドライバーはラルフ・ファーマン。1995年シルバーストンにて。

1994年からはチーム運営に専念。PSRはイギリスF3選手権でのトップチームとして、1995年を除く1992年から2000年までイギリスF3のチーム部門タイトルを8度獲得した。
1996年にフォードからの大きな支援を受け、父・ジャッキーと共にF1参戦計画が立ち上げられた。PSRをベースとしてスチュワート・グランプリを結成し、1997年から1999年までF1に参戦。1999年の終わりに、フォードはスチュワート・グランプリを完全に購入した。チームは2000年からジャガー・レーシングになり、スチュワートはエグゼクティブ・ディレクターとしてチームに残ったが、同年中の検査で結腸に悪性リンパ腫が見つかる。その完全な治癒のためには2年かかるとされたため、F1界から退いた。
2005年にジャガー・レーシングは買収され、レッドブル・レーシングとなった。
その後体調も回復し、2017年と2018年のグッドウッド・フェスティバル・オブ・スピードで父と共にF1マシン、マトラ・MS80とティレル・006でランデブー走行を披露するなど元気な姿を見せている。

## レース成績

### イギリス・フォーミュラ3選手権
| 年     | チーム                           | シャシー        | エンジン    | クラス | 1      | 2       | 3      | 4      | 5     | 6       | 7       | 8     | 9      | 10      | 11     | 12     | 13      | 14    | 15      | 16    | 17     | 順位 | ポイント |
| ------ | -------------------------------- | --------------- | ----------- | ------ | ------ | ------- | ------ | ------ | ----- | ------- | ------- | ----- | ------ | ------- | ------ | ------ | ------- | ----- | ------- | ----- | ------ | ---- | -------- |
| 1989年 | ポール・スチュワート・レーシング | レイナード・893 | 無限・MF204 | A      | THR 16 | SIL Ret | BRH 12 | SIL 9  | BRH 7 | THR Ret | SIL Ret | DON 7 | SIL 11 | SNE 1   | OUL 10 | SIL 18 | BRH Ret | DON 7 | SIL 3   | THR 7 |        | 10位 | 13       |
| 1990年 | ポール・スチュワート・レーシング | レイナード・903 | 無限・MF204 | A      | DON 6  | SIL 23  | THR 7  |        |       |         |         |       |        |         |        |        |         |       |         |       |        | 7位  | 21       |
| 1990年 | ポール・スチュワート・レーシング | ラルト・RT34    | 無限・MF204 | A      |        |         |        | BRH 11 | SIL 9 | BRH Ret | THR 13  | SIL 4 | DON 4  | SIL Ret | SNE 5  | OUL 4  | SIL 3   | BRH 6 | DON Ret | THR 3 | SIL 13 | 7位  | 21       |

### 国際F3000選手権
| 年     | チーム                           | シャシー        | エンジン       | 1       | 2       | 3      | 4       | 5       | 6       | 7      | 8      | 9       | 10      | 順位 | ポイント |
| ------ | -------------------------------- | --------------- | -------------- | ------- | ------- | ------ | ------- | ------- | ------- | ------ | ------ | ------- | ------- | ---- | -------- |
| 1991年 | ポール・スチュワート・レーシング | ローラ・T91/50  | 無限・MF308    | VLL Ret | PAU DNQ | JER 16 | MUG DNQ | PER 12  | HOC Ret | BRH 7  | SPA 14 | BUG 8   | NOG 9   | NC   | 0        |
| 1992年 | ポール・スチュワート・レーシング | レイナード・92D | ジャッド・KV   | SIL 8   | PAU 11  | CAT 9  | PER 8   | HOC 16  | NUR 10  | SPA 11 | ALB 4  | NOG Ret | MAG Ret | 13位 | 3        |
| 1993年 | ポール・スチュワート・レーシング | レイナード・93D | コスワース・AC | DON 5   | SIL 5   | PAU 3  | PER Ret | HOC DNS | NUR Ret | SPA 6  | MAG 6  | NOG Ret |         | 9位  | 10       |

### マカオグランプリF3
| 年     | イベント               | チーム                                     | シャーシ        | エンジン    | 予選 | 決勝総合成績 |
| ------ | ---------------------- | ------------------------------------------ | --------------- | ----------- | ---- | ------------ |
| 1989年 | 第36回マカオグランプリ | キャメル・ポール・スチュワート・レーシング | レイナード・893 | 無限・MF204 | 3位  | 16周リタイヤ |
| 1991年 | 第38回マカオグランプリ | ポール・スチュワート・レーシング           | ラルト・RT35    | 無限・MF204 | 12位 | 10位         |